# Kis páncélos egér
A kis páncélos egér (Chlamyphorus truncatus) vagy pichiciego az emlősök (Mammalia) osztályának a páncélos vendégízületesek (Cingulata) rendjébe, ezen belül az övesállatok (Dasypodidae) családjába tartozó faj.
Nemének egyetlen faja.

## Előfordulása
A kis páncélos egér Argentína endemikus állata. Csakis ez ország középső részén fordul elő.

## Megjelenése

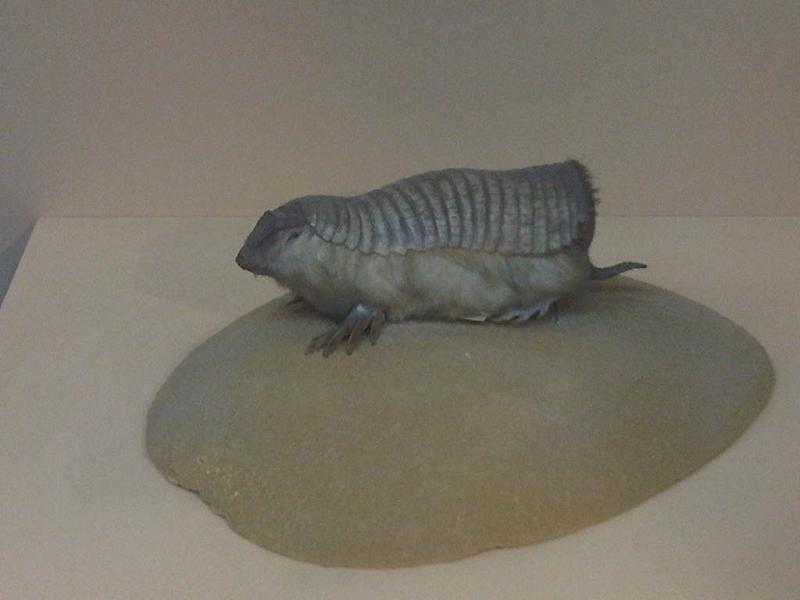
Kitömött kis páncélos egér a londoni Természettudományi Múzeumban

Az övesállatok közül a kis páncélos egér a legkisebb méretű. Fej-testhossza csak 9-11,5 centiméter hosszú, farka igen rövid. Páncéljának színezete világos vörös vagy rózsaszín, hasi része sárgás vagy piszkosfehér. Lapátszerű mellső lábain, nagy karmok ülnek. A kis páncélos egér konvergens evolúciót mutat az aranyvakondfélékkel (Chrysochloridae) és az erszényesvakond-félékkel (Notoryctidae), mivel mellső lábaik úgy mozognak, mintha „úsznának” a homokban.

## Életmódja
Ez az éjszaka tevékenykedő kisállat, Argentína száraz füves pusztáin és homokos alföldjein él. A tüskés bozótosokat és a kaktuszfélék közelségét keresi. Habár éjszaka kijön a felszínre, a kis páncélos egér életének legnagyobb részét a földalatti járataiban tölti. Ha megijesztik, másodpercek alatt beássa magát a földbe. Üregeit a hangyabolyok közelébe vájja, és hangyákkal, valamint azok lárváival táplálkozik. Étrendjét kiegészíti egyéb rovarokkal, lárvákkal, férgekkel, csigákkal és növényi részekkel is, például gyökerekkel.

## Veszélyeztetettsége
1996-ban a Természetvédelmi Világszövetség (IUCN) Veszélyeztetett fajként kezelte a kis páncélos egeret, aztán 2006-ban, csak Mérsékelten fenyegetett fajnak minősítette. 2008-ban pedig Adathiányossá vált a kisállat. Az élőhelyén levő szarvasmarha tenyésztés igen veszélyezteti ezt az övesállatot.
A kis páncélos egér megtalálható néhány védett területen, például a Lihué Calel Nemzeti Parkban (Parque nacional Lihué Calel). Az állatot nemcsak országszinten, hanem helybélileg is védik a törvények.

## Kis páncélos egér a képernyőn
Ezt a kisállatot Nick Baker is megpróbálta találni a „Nick Baker's Weird Creatures” című sorozatában, azonban csak egy kitömött példánnyal kellett, hogy megelégedjen.

## Képek

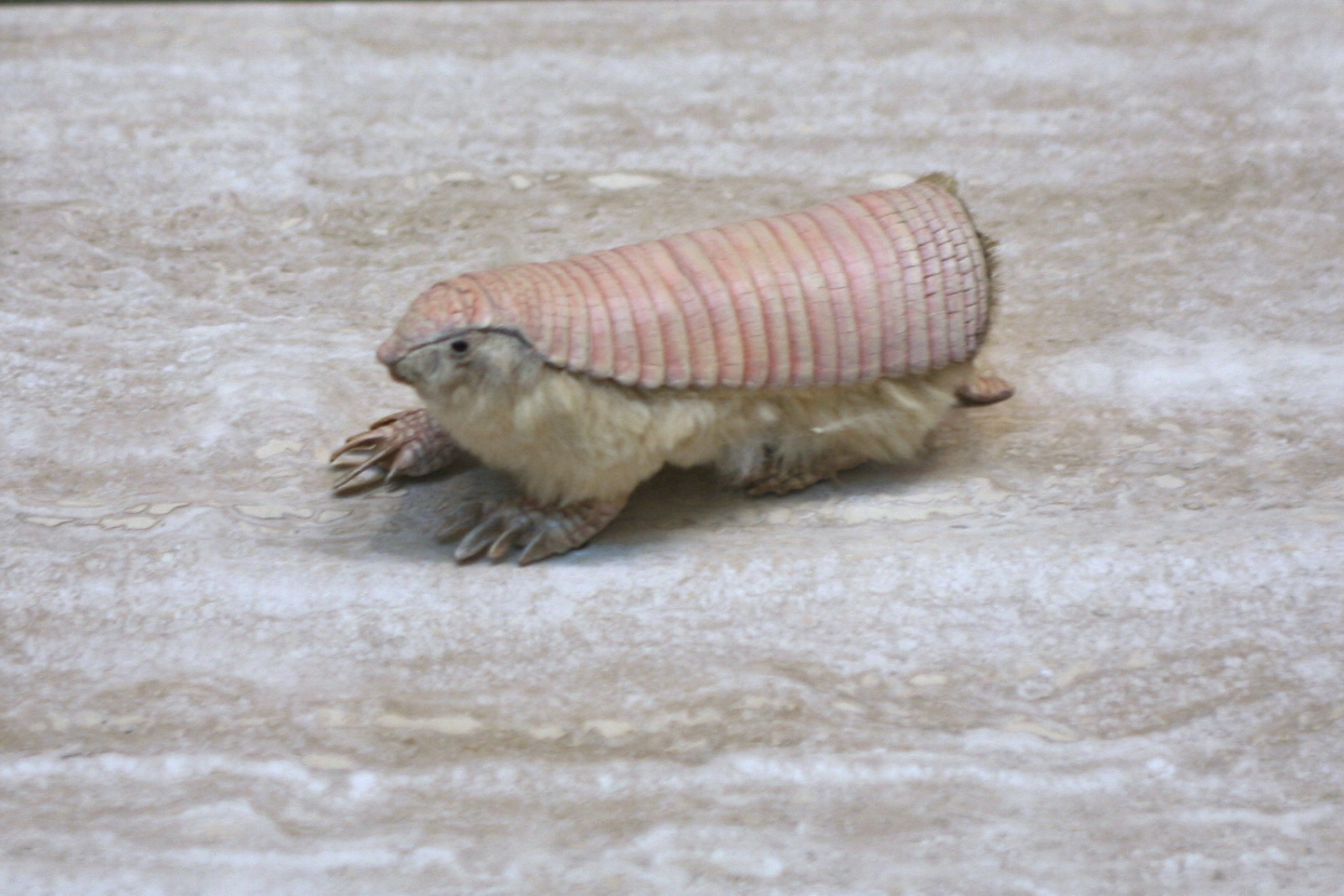
az állatka
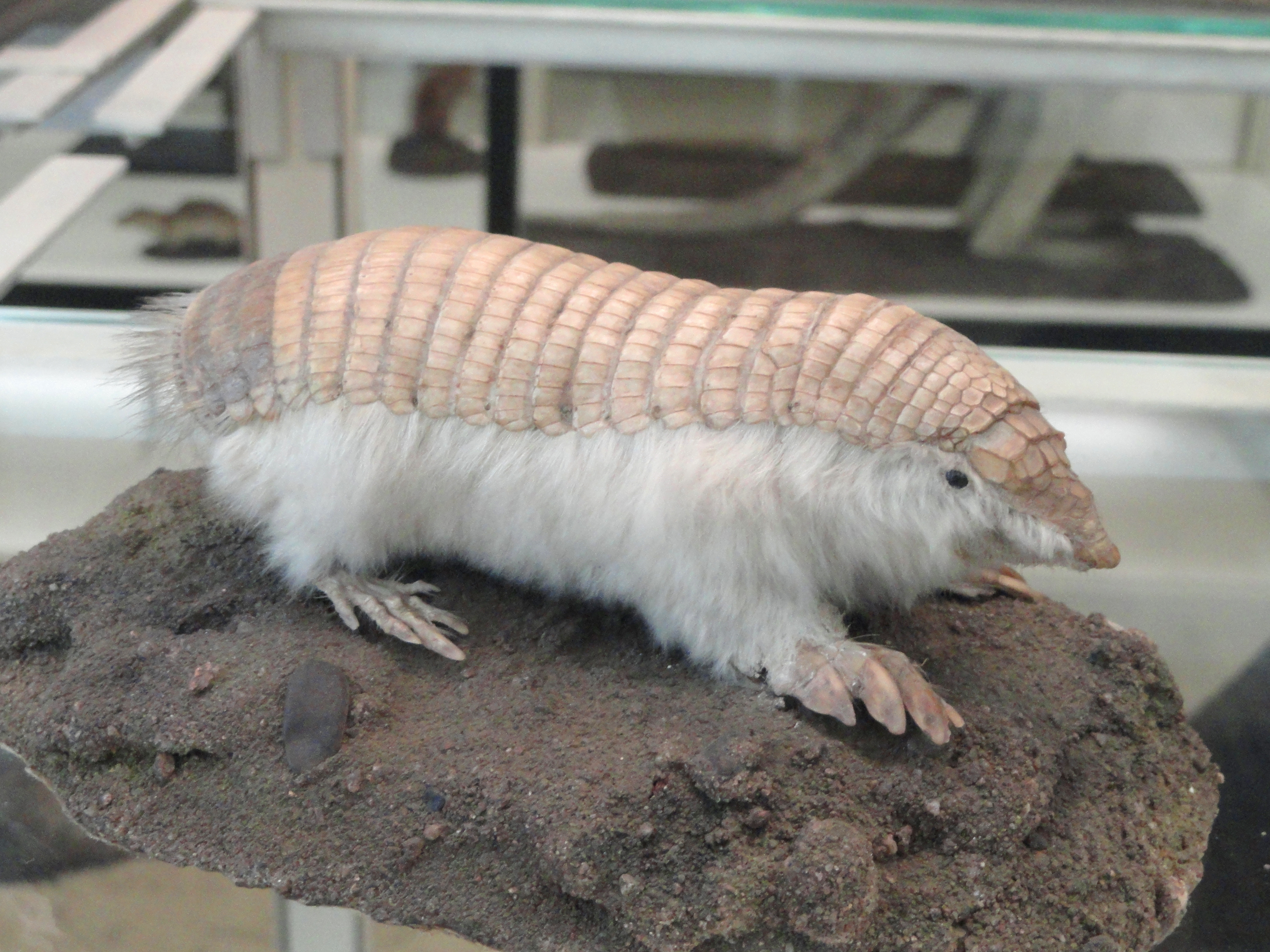
kitömve
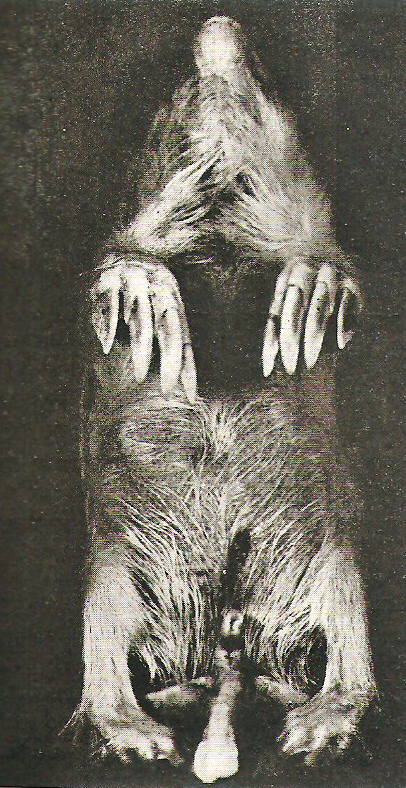
alulról
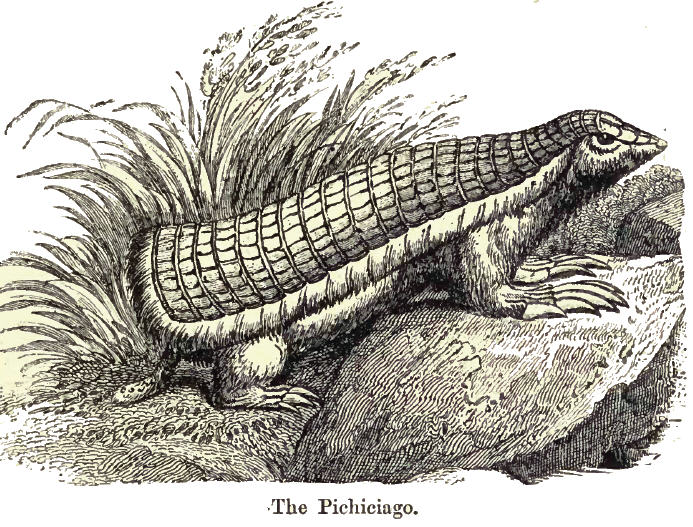
rajzok az
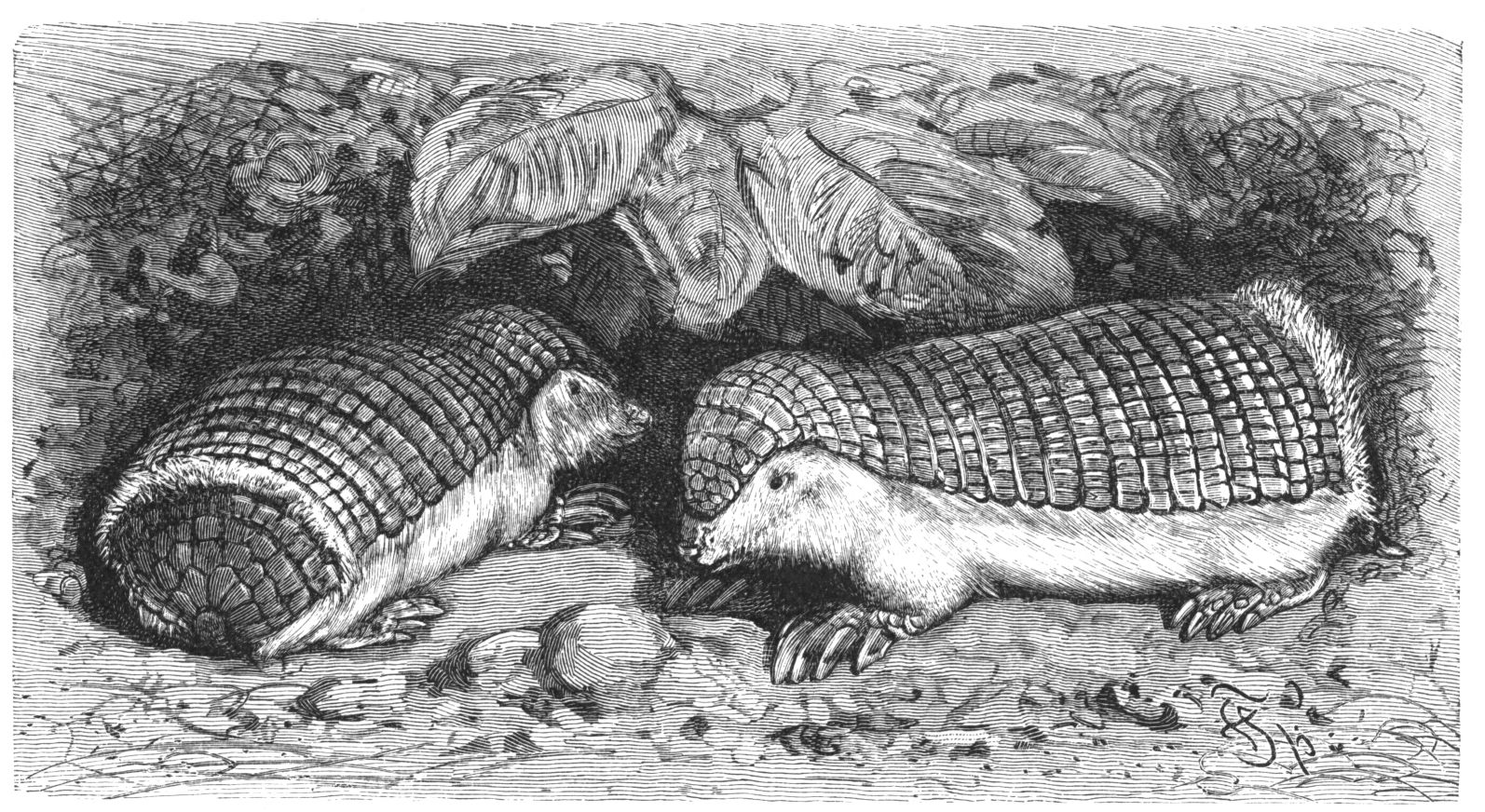
övesállatról

### Fordítás
- Ez a szócikk részben vagy egészben  a   Pink fairy armadillo című angol Wikipédia-szócikk ezen változatának fordításán alapul.  Az eredeti cikk szerkesztőit annak laptörténete sorolja fel. Ez a jelzés csupán a megfogalmazás eredetét és a szerzői jogokat jelzi, nem szolgál a cikkben szereplő információk forrásmegjelöléseként.